# Anders Warming

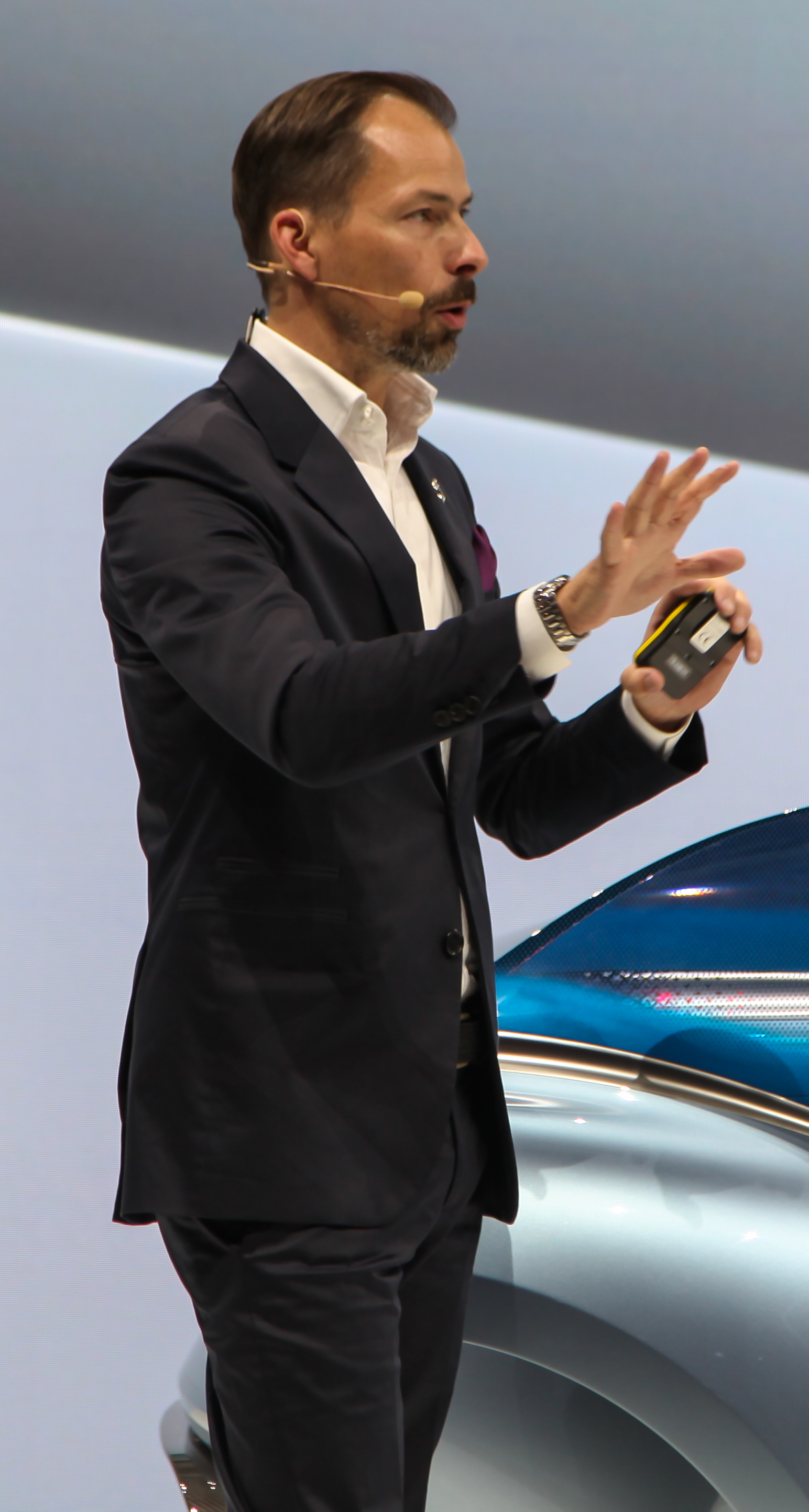
Anders Warming auf der IAA 2017

Anders Warming (* 1972) ist ein dänischer Automobildesigner und Gründer von Warming Design.

## Werdegang
Warming studierte am Art Center College of Design in Vevey und Pasadena. Nach seinem Studium begann er 1997 für BMW DesignworksUSA in Kalifornien zu arbeiten.
Zwischen 2003 und 2005 war Warming bei Volkswagen beschäftigt, ehe er in die BMW-Zentrale nach München zurückkehrte. Zwischen 2007 und 2010 war Warming als Chef für das Außendesign von Mini zuständig, im Anschluss daran übernahm er bis Juli 2016 den Posten des Chefdesigners bei Mini.
Ab dem 1. Januar 2017 war Warming als Chefdesigner für die Borgward Group tätig. Zum 1. Juli 2021 übernimmt er bei Rolls-Royce den Posten des Chefdesigners.

## Referenzen
Warming hatte Einfluss auf das Design der zweiten Generation des BMW X3. Außerdem war er maßgeblich an den Entwürfen des BMW Z4, des BMW 5er und des BMW 6er beteiligt.
Das Design des Mini Coupé, des Mini Roadster und des Mini F56 entstanden unter seiner Leitung.
Bei Borgward war er für das Design des im September 2017 auf der IAA vorgestellten Isabella Concept verantwortlich.
Bei BMW arbeitete Warming außerdem unter Chris Bangle und Adrian van Hooydonk.